# Суткув
Суткув (пол. Sutków) — село в Польщі, у гміні Домброва-Тарновська Домбровського повіту Малопольського воєводства.
Населення — 439 осіб (2011).
У 1975-1998 роках село належало до Тарновського воєводства.

## Демографія
Демографічна структура станом на 31 березня 2011 року:
|          | Загалом | Допрацездатний вік | Працездатний вік | Постпрацездатний вік |
| -------- | ------- | ------------------ | ---------------- | -------------------- |
| Чоловіки | 231     | 63                 | 138              | 30                   |
| Жінки    | 208     | 53                 | 106              | 49                   |
| Разом    | 439     | 116                | 244              | 79                   |